# Plangia nebulosa
Plangia nebulosa är en insektsart som beskrevs av Karsch 1890. Plangia nebulosa ingår i släktet Plangia och familjen vårtbitare. Inga underarter finns listade i Catalogue of Life.